# Марковка (Хмельницкая область)
Ма́рковка (укр. Марківка) — село в Деражнянском районе Хмельницкой области Украины.
Население по переписи 2001 года составляло 114 человек. Почтовый индекс — 32215. Телефонный код — 3856. Занимает площадь 1,396 км². Код КОАТУУ — 6821582002.

## Местный совет
32215, Хмельницкая обл., Деражнянский р-н, с. Гатная, ул. Куйбышева, 9